# Huayllajara (Tarija)
Huayllajara ist eine Ortschaft im Departamento Tarija im südamerikanischen Andenstaat Bolivien.

## Lage im Nahraum
Huayllajara liegt in der Provinz José María Avilés und ist der zweitgrößte Ort im Cantón Quebrada Honda im Municipio Yunchará. Der Ort liegt auf einer Höhe von 3815 m südlich des Biologischen Schutzgebietes Cordillera de Sama am rechten Ufer des Oberlaufs des Río Quebradillas, der flussabwärts über den Río de la Quebrada Tres Lagunas in den Río San Juan del Oro fließt.

## Geographie
Huayllajara liegt auf der Pampa de Tajzara im südöstlichen Teil der kargen Hochebene des bolivianischen Altiplano. Das Klima ist wegen der Binnenlage kühl und trocken und durch ein typisches Tageszeitenklima gekennzeichnet, bei dem die mittleren Temperaturschwankungen zwischen Tag und Nacht in der Regel deutlich größer sind als die jahreszeitlichen Schwankungen.
Die Jahresdurchschnittstemperatur liegt bei 11 °C (siehe Klimadiagramm Yunchará) und schwankt nur unwesentlich zwischen gut 6 °C im Juni/Juli und gut 14 °C von November bis März. Der Jahresniederschlag beträgt nur knapp 400 mm, mit einer stark ausgeprägten Trockenzeit von April bis Oktober mit Monatsniederschlägen unter 15 mm und einer Feuchtezeit von Dezember bis Februar mit 80 bis 95 mm Monatsniederschlag.

## Verkehrsnetz
Huayllajara liegt in einer Entfernung von 116 Straßenkilometern westlich von Tarija, der Hauptstadt des gleichnamigen Departamentos.
Von Tarija aus führt die Nationalstraße Ruta 1 nach Norden, durchsticht die Cordillera de Sama in nordwestlicher Richtung und führt über die Ortschaft San Lorencito weiter nach Camargo, Padcoyo und Potosí. In San Lorencito zweigt eine unbefestigte Landstraße in südlicher Richtung ab und erreicht Iscayachi nach elf Kilometern. Von dort führt die Straße weiter nach Süden und führt über die Pampa de Tajzara mit den Salzseen Laguna Tajzara und Laguna Grande weiter nach Yunchará. 34 Kilometer südlich von Iscayachi zweigt eine Landstraße in südöstlicher Richtung nach Copacabana ab, von dort aus führt eine Straße in südlicher Richtung nach Huayllajara.

## Bevölkerung
Die Einwohnerzahl der Ortschaft ist in dem Jahrzehnt zwischen den beiden letzten Volkszählungen deutlich zurückgegangen. Bei der Volkszählung von 2001 lag die Zahl im Subkanton Huayllajara bei 312 Einwohnern, gegenüber 260 Einwohnern im Jahr 2012. Im Census 2001 sind die verschiedenen Ortsteile nicht differenziert, so dass an dieser Stelle nur die Zahlen für den Subkanton angegeben sind:
| Jahr | Einwohner         | Quelle       |
| ---- | ----------------- | ------------ |
| 1992 | keine Detaildaten | Volkszählung |
| 2001 | 312               | Volkszählung |
| 2012 | 260               | Volkszählung |
| 2024 |                   | Volkszählung |